# Rymesa
Rymesa – weksel puszczony w obieg, tj. weksel, który posiada co najmniej jeden indos